# Girolamo Pico Fonticulano
(Salvatore Massonio, 1621)
Girolamo Pico Fonticulano (Fontecchio, 1541 – Napoli, 1596) è stato un architetto, matematico e urbanista italiano del XVI secolo.
Il soprannome con cui era conosciuto – Fonticulano – è un rimando al luogo di nascita mentre il secondo nome – Pico – sembrerebbe essere un errore di battitura di un tipografo veneziano che, volendo indicare il fratello Biagio, scrisse «Picol» anziché «Blasius».

## Biografia

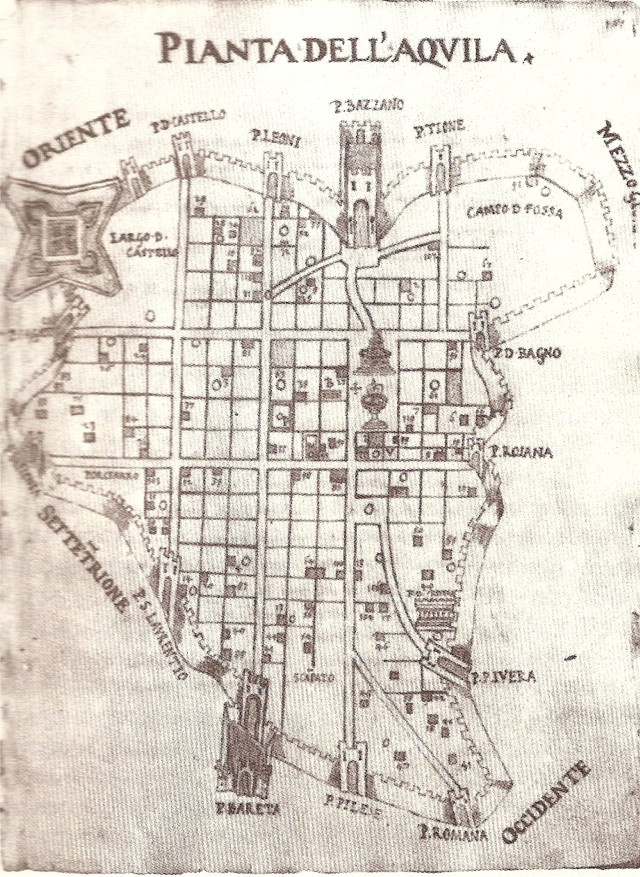
Pianta dell'Aquila disegnata dal Fonticulano

Personalità poliedrica e complessa di erudito, il Fonticulano ha ricoperto un ruolo importante nella storia dell'Aquila, soprattutto per quanto riguarda gli ambiti architettonici e urbanistici. Incline agli studi matematici, è inoltre riconosciuto come profondo conoscitore della balistica e di altre strategie militari.
Nel 1573 è incaricato del progetto del Palazzo Margherita, ampliamento del preesistente Palazzo del Capitano, in Piazza del Palazzo; nello stesso anno è autore della nuova sistemazione urbanistica di Costa Masciarelli tra Porta Bazzano, dove realizza la fontana monumentale, e Piazza del Duomo. È autore anche della nuova via nel quartiere della Rivera e, probabilmente, dell'impianto progettuale cinquecentesco della fontana delle 99 cannelle, secondo alcuni storici ispirato dalla Piazza del Campidoglio di Michelangelo. Tra gli altri lavori a lui attribuiti vi sono il campanile e la sacrestia della Cattedrale dei Santi Giorgio e Massimo, all'Aquila e un'opera idraulica nei pressi di Antrodoco.
Nel 1575 è autore della celebre Pianta dell'Aquila che verrà poi inserita nella sezione dedicata al rilievo architettonico all'interno del suo più importante trattato, intitolato Geometria e pubblicato dopo la sua morte dal fratello Biagio. Nel 1582 è invece autore della Decrittio di sette città illustre d'Italia in cui analizza, sotto vari aspetti, sette città italiane e ne opera una classificazione: (Roma, Venezia, Napoli, Milano, Firenze, Bologna, L'Aquila); mentre qualche anno più tardi curò la redazione dell'Albero genealogico della famiglia Orsini.

## Opere
- Geronimo Pico Fonticolano, Decrittio di sette città illustre d'Italia, 1582.
- Geronimo Pico Fonticolano, Geometria, Lepido Faci, 1597. URL consultato il 19 giugno 2015.